# Мацкевич, Владимир Владимирович (философ)
Влади́мир Влади́мирович Мацке́вич (бел. Уладзі́мір Уладзі́міравіч Мацке́віч; род. 14 мая 1956, Черемхово, Иркутская область, РСФСР, СССР) — белорусский философ и методолог, общественный и политический деятель, телеведущий. Основатель и руководитель Агентства гуманитарных технологий (Минск). Первый глава Рады Международного консорциума «ЕвроБеларусь» (2011—2016). Основатель программы создания современного университета в Беларуси «Летучий университет».
4 августа 2021 года после обыска задержан сотрудниками КГБ по подозрению в организации протестов. 6 августа совместным заявлением восьми организаций, среди которых Правозащитный центр «Весна», Белорусский Хельсинкский комитет, Белорусская ассоциация журналистов, признан политическим заключенным, а группа «Христианское видение» Координационного совета белорусской оппозиции призвала белорусские и зарубежные христианские общины выступить в его поддержку. 4 февраля 2022 года Мацкевич объявил голодовку, требуя изменить меру пресечения на подписку о невыезде, завершить следствие и назначить дату судебного процесса. Вечером 16 февраля Мацкевич прекратил голодовку, заявив, что «дело сдвинулось с мертвой точки», поскольку к нему впервые за долгое время пришёл следователь.
23 июня 2022 года Минский областной суд приговорил Мацкевича к 5 годам лишения свободы.

## Семья, некоторые факты биографии
Предки — православные крестьяне, жившие в деревне Машталеры (в настоящее время Гродненский район, Белоруссия). В семейных преданиях сохранилась память о былой принадлежности предков к униатам и об их участии в Январском восстании 1863 года.
Во время Первой мировой войны с приближением линии российско-германского фронта жители деревни, включая семьи прадедов В. В. Мацкевича, были эвакуированы во внутренние губернии Российской империи. Дед — Касьян Мацкевич — вместе с родителями оказался на территории Пензенской губернии, где в 18-летнем возрасте был призван в Красную Армию. Но уже в 1921 году вся семья вернулась в родную деревню, которая оказалась в составе Второй Речи Посполитой, и дед вновь был призван на военную службу — уже в Войско Польское, в котором отслужил два года в санитарном батальоне, после чего женился и создал собственную семью. Дед по материнской линии — Карп Лозовик — в 1930-е годы также проходил военную службу в польских вооружённых силах в рядах Сувальского уланского полка.
С началом военной агрессии против Польши в сентябре 1939 года оба деда — Касьян Мацкевич и Карп Лозовик — были мобилизованы в Войско Польское, попали в советский плен и были помещены в лагерь для военнопленных в Запорожье. Через некоторое время Касьян Мацкевич был сослан в Коми АССР и передан в распоряжение Севжелдорлага на строительство Печорской железной дороги. Карп Лозовик предпринял попытку побега из лагеря, но был пойман и возвращён назад, а его семья была выслана в Казахстан.
В 1941 году после нападения Германии на СССР оба деда, получив амнистию, вступили в формировавшуюся Армию Андерса, после — в её рядах воевали в Египте, Италии и Франции (Касьян Мацкевич за участие в битве под Монте-Кассино был награждён британским военным орденом).
В 1948 году оба деда вернулись в Белорусскую ССР (Касьян Мацкевич — из Франции, Карп Лозовик — из Великобритании). В 1951 году Касьян Мацкевич вместе с семьёй был депортирован в Сибирь, а Карп Лозовик отправился туда же по собственной воле к семье. Родители В. В. Мацкевича познакомились уже в ссылке, которую отбывали в городе Черемхово (Иркутская область), там же создали семью и обзавелись детьми.
Советское гражданство всем членам семьи было присвоено только в 1958 году. В октябре 1966 года семья вернулась в Белорусскую ССР и поселилась в Гродно.
В 1973 году В. В. Мацкевич окончил среднюю школу и, не поступив с первой попытки в Ленинградский государственный университет (ЛГУ), до призыва в армию работал фрезеровщиком на Гродненском заводе карданных валов.
В 1974—1976 годах проходил срочную военную службу в Советской Армии, служил в городе Хуст (Закарпатская область, Украина).
В 1976—1982 годах, а также в 1983—1987 годах учился, работал и жил в Ленинграде, в 1982—1983 годах — в Вильнюсе, в 1987—1992 годах — в Лиепае и Риге, в 1992—1994 годах — в Москве. В апреле 1994 года вернулся в Белоруссию, поселился в Минске и спустя год получил гражданство Белоруссии.
Исповедует кальвинизм.
Женат, имеет сына и двух дочерей.

## Учёба
Демобилизовавшись из армии, поступил на подготовительное отделение Ленинградского государственного университета (ЛГУ) и в 1977 году стал студентом факультета психологии ЛГУ, по окончании учёбы защитил диплом по специальности «Инженерная психология».
В студенческие годы посещал лекции Л. М. Веккера, Л. Н. Гумилёва, Ю. М. Лотмана, С. С. Аверинцева, М. Форверга, К. Роджерса и др., в рамках студенческого обмена ездил в Лейпцигский университет.
В 1982 году после окончания ЛГУ по распределению был направлен в Вильнюс, где благодаря Аушре Аугустинавичюте познакомился с врачом-психиатром и психотерапевтом А. Е. Алексейчиком, семинары которого посещал на протяжении 8 лет, начиная с 1985 года. Называет А. Е. Алексейчика в числе своих учителей.

## Участие в методологическом движении

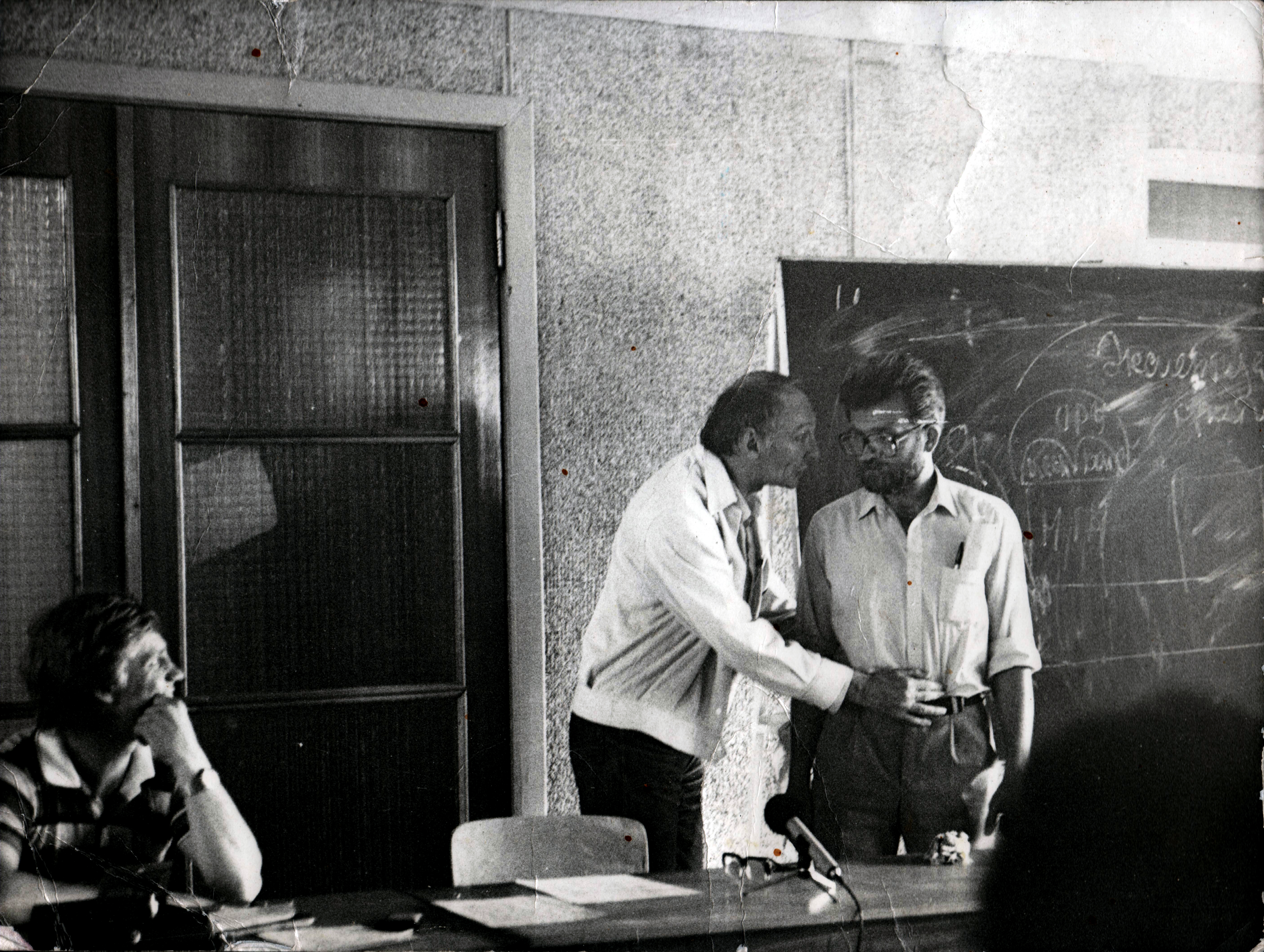
Г. П. Щедровицкий и В. В. Мацкевич.
ОДИ-63: «Содержание и методы вузовской подготовки и повышения квалификации инженеров-энергетиков» (Обнинский институт атомной энергетики, июнь 1988 года).

Является учеником философа и методолога Г. П. Щедровицкого, принадлежит к «генерации 1980-х годов» участников Московского методологического кружка (ММК), называется в числе современных лидеров методологического движения.

### Знакомство с СМД-методологией и вхождение в ММК
Познакомился с СМД-подходом и его разработчиками ещё в студенческие годы.
В 1978 году на одной из студенческих конференций состоялось знакомство с П. Г. Щедровицким, от которого получил приглашение принять участие в зимней студенческой школе Московского государственного педагогического института, в рамках этой школы завязал знакомство с Ю. В. Громыко.
Был приглашён на четверговый семинар «Комиссии по мышлению» в НИИ общей и педагогической психологии АПН СССР, который проходил в декабре 1978 года. На этом семинаре познакомился с Г. П. Щедровицким и рядом других постоянных участников ММК. После этого начал посещать методологические семинары в Москве, читать книги и стенограммы семинаров, подражая московскому методологическому семинару, вместе с однокурсниками организовал семинар на психфаке ЛГУ
Студенческий диплом писал на тему, в которой разворачивал идеи, взятые из книги В. Я. Дубровского и Л. П. Щедровицкого «Проблемы системного инженерно-психологического проектирования» (Москва, 1971).

### Период «ученичества у ГП»
Постоянным участником ММК становится, начиная с 1988 года, уже в «игровой период» развития методологического движения. Этому в том числе поспособствовало содержание лекций о методе организационно-деятельностных игр (ОДИ) и игротехнической практике, с которыми М. Ф. Строжев и И. В. Злотников выступили в Лиепайском педагогическом институте осенью 1987 года.
В 1988 году принял участие в ОДИ-60 «Эксперименты и экспериментирование в подготовке и повышении квалификации кадров» (Калининград, руководитель — Г. П. Щедровицкий), после которой получил приглашение от Г. П. Щедровицкого участвовать в следующих ОД-играх в составе команды игротехников. В очередной ОДИ участвовал в качестве помощника П. Г. Щедровицкого, после этого стал постоянным участником мероприятий, проводимых отцом и сыном Щедровицкими.
Будучи преподавателем Лиепайского пединститута, ввёл в пространство СМД-методологии участников действовавшего институтского семинара, в рамках семинара оформилась проектная группа, занявшаяся разработкой проектов в сфере образования, принявшая участие в реорганизации службы быта города Лиепая, разработавшая проект по развитию этого города.

### Участие в деятельности ШКП
Принимал участие (на концептуальном уровне) в создании Школы культурной политики (ШКП, Москва), был участником ОДИ по теме перестройки и развития советского кинематографа (руководитель — П. Г. Щедровицкий, 1988), по результатам которой в 1989 году П. Г. Щедровицкому удалось создать при Союзе кинематографистов СССР подразделение, названное «Школой культурной политики и менеджеров культуры». В. В. Мацкевич принимал участие в деятельности ШКП в качестве эксперта-консультанта.
С 1989 года работал в лаборатории методологии управления Западного филиала ВНИИ экономики рыбного хозяйства (ВНИИЭРХ), принимал участие в проведении стратегических мероприятий (ОДИ и управленческие сессии).
В 1990 году учредил Рижское отделение Школы культурной политики с целью реализации идеи создания Коллегиума в сфере образования Латвии. Организовал и провел 9 ОД-игр (в том числе несколько для Министерства образования Латвийской ССР). Некоторые темы, которые разрабатывались и обсуждались в рамках Рижского отделения ШКП, нашли своё отражение в книге «Полемические этюды об образовании» (Лиепая, 1993; Минск, 2008, ISBN 978-985-6783-44-2).

### Программа культурной политики для Беларуси: провозглашение и реализация

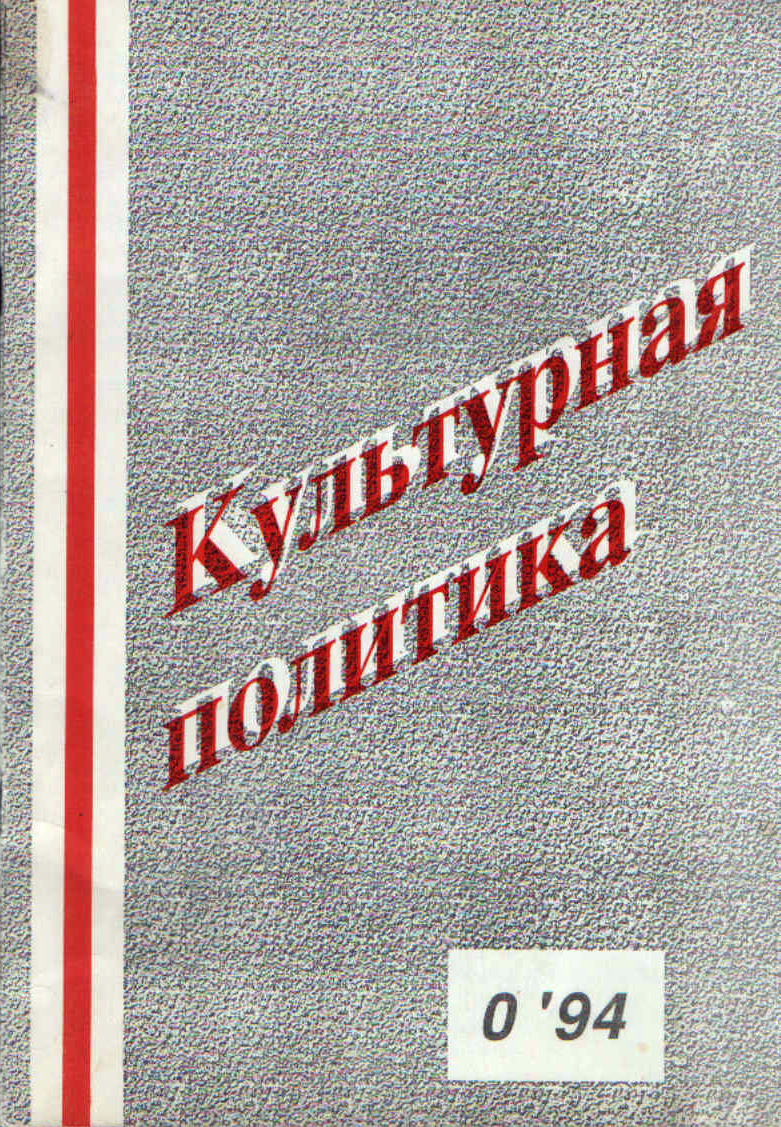
Обложка журнала «Культурная политика», № 0, 1994.
Журнал был учреждён: Агентством гуманитарных технологий, НИСЭПИ, Финансово-инвестиционной компанией «ФИКО», А. О. Добровольским, М. К. Плиско.
Главный редактор — В. В. Мацкевич.
Рег. номер: 960 от 07.09.1994.

## Научная и педагогическая деятельность, деятельность в сфере реформы образования

### 1982—1987 годы
С 1982 года — член Общества психологов СССР
В 1982 году, после окончания ЛГУ, по распределению был направлен на Вильнюсский радиотехнический завод, работал в бюро технической эстетики, однако через 8 месяцев вынужден был уволиться, так как из-за отказа в предоставлении доступа к секретной документации дальше не имел возможности работать по специальности на заводе, относящемся к предприятиям военного назначения.
Вернулся в Ленинград, после 7 месяцев безработицы, был принят на работу в Ленинградский институт инженеров железнодорожного транспорта (ЛИИЖТ) на новообразованную кафедру прикладной психологии, социологии и педагогики, которую организовал и возглавил В. М. Аллахвердов. Данная кафедра являлась первой гуманитарной кафедрой в технических вузах СССР, была создана на базе бюро (лаборатории) конкретных социальных исследований ЛИИЖТ, с которым В. В. Мацкевич сотрудничал ещё в студенческие годы.
В ЛИИЖТ готовил диспетчерский персонал для метрополитена, после — работал старшим научным сотрудником, заведующим бюро (лабораторией) конкретных социальных исследований, заведующим кафедрой прикладной психологии, социологии и педагогики.
За время работы в ЛИИЖТ подготовил кандидатскую диссертацию, но к её защите допущен не был по причине нежелания вступать в КПСС.

### 1987—1993 годы
В 1987 году вместе с первой женой, латышкой по национальности, по приглашению Министерства образования Латвийской ССР перешёл на работу в Лиепайский педагогический институт, проработал в нём до 1989 года.
Ко времени начала перестройки уже вплотную занимался проблемами образования и вопросами его реформирования, подготовил новую диссертацию по данной тематике, однако её также не удалось защитить.
В 1988 году в рамках новаторского движения в образовании организовал в Лиепайском пединституте философско-методологический семинар, который очень скоро превратился в проектную группу, работавшую над проектами в сфере образования и конкретно над реорганизацией Лиепайского пединститута. Также принимал участие в деятельности семинара по проблемам образования в Риге. В своей деятельности активно сотрудничал с Министерством образования ЛатССР.
После обретения Латвией независимости оказывал помощь в проведении реформ министру образования первого правительства Латвийской Республики Андрису Пиебалгсу.
В начале 1990-х годов сотрудничал по вопросам реформы образования с первым министром образования Российской Федерации Э. Д. Днепровым.

### 1993—2004 годы
Начиная с 1993 года, включился в работу по разработке программы реформы образования в Беларуси, на начальном этапе тесно сотрудничал с Министерством образования Республики Беларусь.
В мае 1993 года получил приглашение от авторов технологии разработки учебно-методических комплексов (УМК) Б. В. Пальчевского и Л. С. Фридмана прочитать в Минске лекции по теме стандартизации и технологизации образования, после — начал проводить постоянно действующий методологический семинар для аспирантов в Институте повышения квалификации (с 1997 года — Академия последипломного образования, Минск). В рамках этого семинара было прочитано несколько курсов лекций, а также подготовлен и проведён ряд мероприятий и работ, направленных на осмысление и реформирование системы образования в Беларуси:
- В июне 1993 года для Министерства образования была составлена служебная записка по проблеме разработки стандартов образования[36];
- В декабре 1993 года в Минске была проведена международная конференция «Образование и повышение квалификации работников образования: методологические, управленческие и психолого-педагогические аспекты»[12][36];
- В октябре 1994 года по заказу министра образования В. И. Стражева была проведена управленческая сессия-семинар (в формате ОД-игры) «Развитие системы школьного образования: состояние и перспективы» с участием руководящего состава Министерства образования, руководителей всех государственных научно-исследовательских институтов образования (Республиканского института профессионального образования, Института повышения квалификации, Республиканского института высшей школы, Национального института образования), представителей местных органов власти (облоно, районо, гороно), директоров государственных и частных школ, ректоров вузов, представителей академического сообщества, ряда общественных объединений и фондов, СМИ. По итогам сессии-семинара была подготовлена брошюра «О реформе образования в Беларуси образца 1994 года» (т. н. «Зелёная тетрадь»; Минск, 1994), где были представлены основные результаты-оценки объёма работ, необходимых для проведения реформы образования, обозначены основные проблемные точки, намечен черновой план работ[12][36][38]. Однако эти рекомендации белорусским Министерством образования приняты не были[12].

По результатам деятельности методологического семинара в рамках СМД-подхода была защищена кандидатская диссертация на тему «Проектирование деятельностных систем образования: методолого-педагогические аспекты» (С. А. Крупник, 1997), а также подготовлены к защите докторские диссертации по темам: «Моделирование деятельности специалиста-профессионала» (А. Д. Лашук) и «Теория и практика подготовки менеджеров образования» (С. А. Мацкевич), кроме этого на академическом уровне были сформированы и внедрены в учебный процесс новые для Беларуси научные предметы: «Деятельностная педагогика», «Проектирование и программирование в образовании», «Теория систем и деятельности».
В 1996 году по заказу Министерства образования Республики Беларусь в составе экспертной группы подготовил альтернативный официальному «Оргпроект реформы образования в Беларуси» (Минск, 1996. — УДК 37.014.3(476)(083.9)). Составленный проект также не был принят к реализации, а кафедра в Институте повышения квалификации, которая составляла основу для реализации подготовленного проекта реформ, стала подвергаться давлению со стороны Министерства образования.
Продолжил разработку проекта реформы образования самостоятельно в рамках «Программы обновления гуманитарного образования» Фонда Сороса в Беларуси, в результате чего в 1997 году появилась «Концепция обновления гуманитарного образования» (с конца 1996 года рамки этой концепции были расширены, и она стала рассматриваться как концепция реформы национального образования в целом). Работа над концепцией включала в себя: концептуально-теоретическую и методологическую разработку; создание Ассоциации инновационных школ; издание бюллетеня обновления гуманитарного образования (издавался до 1999 года). Основные идеи концепции продвигались через участие В. В. Мацкевича в работе парламентской комиссии (рабочей группы) по Закону «Об образовании» (до разгона Верховного Совета Республики Беларусь 13-го созыва осенью 1996 года).
В 1997 году, после изгнания Фонда Сороса из Белоруссии, создал Ассоциацию обновления гуманитарного образования, которая продолжила работу над концепцией, издание бюллетеня обновления гуманитарного образования, а также проводила семинары, лекции и конференции с инновационными школами, входившими в Ассоциацию инновационных школ. В 2000 году Ассоциация прекратила свою деятельность.
В 1997—2001 годах возглавлял отдел (лабораторию) методологии Республиканского института профессионального образования (РИПО).
В 1998 году под руководством В. В. Мацкевича на основе положений «Оргпроекта реформы образования в Беларуси» был разработан и запущен курс подготовки менеджеров образования с целью подготовки кадров для реформы образования: сначала — в РИПО (состоялось 2 выпуска), а затем — в Академии последипломного образования (Минск) и Институте повышения квалификации (Гродно) (курс вёлся до 2005 года).
В 1999 году по заказу Министерства образования Республики Беларусь руководил подготовкой альтернативного странового доклада для ЮНЕСКО по состоянию дел в сфере образования «Проблемы функциональной грамотности в Беларуси» (Функциональная грамотность в системе образования Беларуси. — Минск, 2003. — ISBN 985-6643-57-0), который был представлен на ежегодной конференции ЮНЕСКО в Варшаве в 2000 году. Разработка темы «Функциональная грамотность» также осуществлялась в рамках реализации «Оргпроекта реформы образования в Беларуси»: с 1997 года — в лаборатории методологии профессионального образования РИПО, затем — в отделе аналитической и правовой работы Министерства образования и отделе социологии АПО (там, где работали эксперты и стажеры Агентства гуманитарных технологий).

### После 2004 года
С 2004 года из-за оппозиционной по отношению к политическому режиму А. Г. Лукашенко деятельности фактически находится под запретом на профессию — лишён возможности преподавать в белорусских вузах и работать в государственных учреждениях и организациях.
В 2006—2008 годах осуществлял концептуальную работу в сфере гражданского образования, результатом которой стало появление «Концепции гражданского образования в Беларуси» и оформление её в учебный курс.
С 2009 года развернул деятельность по созданию в Беларуси современного университета, в рамках которой были запущены:
- серия семинаров по концептуализации идеи университета (результатом стало издание сборника «Университет: дискуссия об основаниях» (Минск, 2011. — ISBN 978-985-6991-64-9));
- программа «Летучий университет»[Прим. 7][5][36].

Входит в состав Коллегиума Летучего университета.
В рамках Летучего университета читает авторские курсы: «Введение в системный подход» (2011—2014), «Педагогика как практическая философия» (2012), «Личная образовательная и карьерная траектория» (2013—2014), «Мышление. От философской задумчивости до практической категоричности» (2015—2016), «Индивидуальность и мышление. Введение в философию» (2016—2017) и др., ведёт семинар по дидактике курса «Введение в системный подход» (2014—2015), является руководителем Методологической школы магистров игры (2016—2018).
Также читает лекции в «Белорусском коллегиуме».

## Консалтинговая деятельность
С конца 1980-х годов занимается организационным и бизнес-консалтингом.
В 1988—1994 годах работал в Риге, Москве, Красноярске, Находке, Твери, Калининграде, др. регионах бывшего СССР, в начале 1990-х годов деятельность главным образом была связана с участием в развитии свободных экономических зон, в 1993—1994 годах работал с администрациями Красноярского края и Калининградской области. После переезда в Минск консультировал ряд местных бизнес-проектов.
В 1995 году участвовал в консультациях по вопросу объединения Объединённой демократической партии, Гражданской партии, Партии народного согласия, Аграрной партии и Белорусской партии «Зелёный мир» и создании на их базе Объединённой гражданской партии (ОГП). В том же году консультировал и участвовал в подготовке Форума молодёжных организаций, инициированного Радой молодёжных организаций.
В 1998—1999 годах сотрудничал с независимыми профсоюзами: был консультантом Белорусского конгресса демократических профсоюзов (БКДП), участвовал в создании газеты «Рабочий», разработал «Концепцию деятельности свободных профсоюзов» (1998).
В 2000—2003 годах был консультантом совместного предприятия «Альпина-Консалт», принимал участие в его создании. В 2001 году осуществлял вывод из ситуации банкротства и санации частной гимназии «Альтасфера».
Является инициатором созданной в 2011 году Биржи организационного развития НКО в качестве одного из направлений реализации программы культурной политики.

## Общественно-политическая деятельность
В старших классах школы увлекался движением хиппи, был участником «демонстрации хиппи» в Гродно в августе 1971 года.

### Годы перестройки и восстановления Латвией независимости
В годы перестройки принимал активное участие в демократических преобразованиях в Лиепае, поддержал возвращение Латвией независимости, работал в тесном контакте с Народным фронтом Латвии и русскоязычным Центром демократических инициатив, оказывал профессиональную помощь первому правительству Латвийской Республики в отстраивании государственных институтов, запуске реформы системы образования (сотрудничал с министром образования Андрисом Пиебалгсом, в 1991—1992 годах был советником в Департаменте по национальным вопросам латвийского правительства).

### Участие в кампании по выборам первого президента Республики Беларусь в 1994 году
Включение в общественно-политическую жизнь Беларуси в первой половине 1990-х годов, по словам В. В. Мацкевича, было связано с желанием запустить процесс реформы образования в Республике Беларусь, используя для этого ситуацию первых президентских выборов в стране:
Мы познакомились со всем составом министерства, и я вынужден был прийти к выводу, что тот состав был не способен к реформированию. Они ничего не могли сделать: не так устроено министерство, и люди, которые занимали там высокие посты, были не способны к реформированию. Как говорили в предшествующий период, они не перестроились. А сместить их со своих постов было невозможно, такова была система отбора кадров.

Тогда, в декабре 1993 года, в преддверии президентских выборов, я предложил оказать посильную помощь кандидату, который, с нашей точки зрения, мог бы победить и стать первым президентом Беларуси, который бы повёл её по пути нормального развития. Оказав эту помощь, мы рассчитывали добиваться того, чтобы и министр образования был бы реформатором, чтобы министерство образования смогло проводить реформы. То есть я шёл на это для реформы образования.
Получив отказ от лидера Белорусского народного фронта З. С. Позняка, обратился в феврале 1994 года с таким же предложением к экс-спикеру Верховного Совета Беларуси С. С. Шушкевичу, который дал согласие на включение В. В. Мацкевича в свой предвыборный штаб в качестве обеспечивающего политтехнологическую поддержку. Однако уже в мае 1994 года из-за возникших разногласий по имиджевым и содержательным вопросам предвыборной кампании сотрудничество было прекращено.

### Участие в парламентских выборах 1995 года
Продолжил сотрудничество с Объединённой демократической партией (ОДПБ), которую возглавлял А. О. Добровольский, проводил для членов партии обучение и семинары, получил предложение от руководства ОДПБ баллотироваться в депутаты на парламентских выборах 1995 года. По словам В. В. Мацкевича, он воспользовался этим предложением для исследования действием политического поля Беларуси:
Я не собирался обязательно стать депутатом. Мне нужно было на собственном опыте исследовать выборную систему, побеседовать с избирателями. Я специально попросил тогда партийное руководство, чтобы меня выставили на каком-нибудь очень сложном округе с очень известным человеком. Я хотел, чтобы моими соперниками были известные люди вроде Шушкевича или Позняка, время которых, как я считал, на тот момент уже прошло. Я хотел показать, что нужны новые лидеры, нужны новые программы и нужно побеждать этих людей с их устаревшими подходами.
Баллотировался по Ангарскому избирательному округу Минска, по одному округу с З. С. Позняком, избран не был, однако опыт участия в выборах был обобщён и представлен на страницах книги «Беларусская демократия: вопреки очевидности» (Минск, 1996. — УДК 321.7(476)+342.83(476)+323(476); переиздание: Вопреки очевидности. — Санкт-Петербург, 2006. — ISBN 5-94716-032-3) — одной из первых в Беларуси книг, посвящённых описанию актуальной политической ситуации, исходя из анализа эмпирического материала.

### Участие в создании и деятельности ОГП
В 1995 году в качестве политтехнолога принимал участие в создании Объединённой гражданской партии (ОГП): в июне под видом журналистского интервью встречался с главой Нацбанка Беларуси С. А. Богданкевичем, чья кандидатура рассматривалась в качестве лидера новой партии; начиная с июля, консультировал процесс объединения Объединённой демократической партии (ОДПБ), Гражданской партии и Партии народного согласия; был избран в состав Национального комитета ОГП на Учредительном съезде партии. Занимался организацией пресс-центра ОГП, являлся его руководителем в период кампании по довыборам в Верховный Совет 13-го созыва (октябрь—декабрь 1995 года). По словам В. В. Мацкевича, был снят с должности из-за содержания пресс-релиза, которое не понравилось руководству партии:
В 1995 году Богданкевич уволил меня из пресс-секретарей ОГП за то, что я назвал депутатов ОГП «оппозицией в Верховном Совете». Он сказал, что это будет конструктивная оппозиция <…>, сотрудничающая с президентом в том, что хорошо.
По ходу создания ОГП предлагал свои версии партийной программы, а также в качестве партийной доктрины «Доктрину белорусского консерватизма», сформулированную в процессе рефлексии опыта своего участия в парламентских выборах в мае 1995 года, однако эти предложения не нашли поддержки в партийных кругах.
В 1997—1998 годах входил в состав Политсовета ОГП. В марте 1997 года на III съезде ОГП выставлял свою кандидатуру в лидеры партии в качестве альтернативы С. А. Богданкевичу, набрал 10 % голосов. Свой поступок В. В. Мацкевич объяснил желанием в ситуации острого политического кризиса в стране повлиять на изменение стратегии и тактики партии, а также внутрипартийных отношений:
Когда в декабре [1996 года] я подал записку Богданкевичу и ещё нескольким руководителям по поводу того, что ждёт оппозицию к весне [1997 года], никто не обратил на это внимания. Потому я принёс на съезд все свои статьи и раздал их участникам. Они спрятали их в портфели и уткнулись в совершенно пустые резолюции. Но после того, как был разыгран мой дивертисмент, все достали эти копии статей и начали читать. Это и было моей главной задачей — добиться того, чтобы люди воспринимали всерьёз то, что я им говорю.
Не добившись желаемого результата, в конце 1998 года покинул состав Политсовета ОГП и прекратил дальнейшее сотрудничество с партией, однако официально из неё не выходил.

### Участие в создании «Хартии’97»
В 1997 году участвовал в создании гражданской инициативы «Хартия’97» в качестве автора замысла и соорганизатора на первых этапах деятельности, входил в состав оргкомитета.
Является автором текста декларации «Хартия’97», получившей своё название по аналогии с чехословацкой «Хартией 77» и давшей имя новой инициативе. В текст были включены основные доктринальные положения программы культурной политики. «Хартия’97» была обнародована 10 ноября 1997 года в ведущих независимых газетах Беларуси: «Имя», «БДГ», «Народная воля», «Свабода», «Свободные новости» и др. Первыми под текстом документа поставили подписи 100 известных белорусских политиков, общественных и культурных деятелей, журналистов, позднее под ним подписалось ещё более 100.000 граждан Республики Беларусь.
Через три месяца вышел из оргкомитета «Хартии’97», так как развитие данной гражданской инициативы пошло по пути создания структуры, наподобие партийной, а не по пути формирования широкого общественно-политического движения, как предлагалось В. В. Мацкевичем с самого начала.

### Участие в «диалоге общественно-политических сил» в 1999—2000 году
В 1999—2000 году принимал участие в качестве эксперта в диалоге общественно-политических сил Беларуси, проводившемся при содействии Консультативно-наблюдательной группы (КНГ) ОБСЕ, работал в составе экспертной группы № 4 «Стратегия развития гражданского общества». По итогам участия написал острополемическую книгу «Вызывающее молчание» (была переиздана в 2007 году; Москва, 2007. — ISBN 978-5-903360-10-9).

### Участие в создании христианской политической партии
Начиная с 2003 года, участвовал в инициативе П. К. Северинца по созданию в Беларуси христианско-демократической партии — «Белорусской христианской демократии» (БХД); вышел из состава оргкомитета в 2005 году по причине того, что не было достигнуто согласие с остальными участниками о принципе дальнейшего развития инициативы (оргструктура или движение), при этом предложенная В. В. Мацкевичем в качестве идеологического основания БХД «Доктрина белорусского консерватизма» была частично принята, основные её положения включены в программный документ партии.
В 2005—2007 годах в рамках «Рушэньня» выступал с инициативой создания христианской политической партии с рабочим названием «Партия Закона» на базе протестантских церквей Беларуси, однако деятельность по созданию партии была остановлена, в качестве основной причины указывалась невозможность в актуальных белорусских политических условиях заниматься партийной деятельностью.

### Участие в платформе народных представителей «СХОД»
В начале 2021 года был избран делегатом в платформу народных представителей «СХОД».

## Работа на телевидении
В 1994—1997 годах был разработчиком, автором и ведущим трёх цикловых передач на Белорусском телевидении (БТ):
- в нач. 1994 года телекомпания «ФИТ» совместно с Агентством гуманитарных технологий[Прим. 5] приступили к производству информационно-аналитической передачи «Проспект», первый выпуск которой вышел на следующий день после первого тура президентских выборов и был посвящён его анализу; ведущим передачи был Павел Шеремет[12][36];
- начиная с 1995 года, на БТ выходили: передача об основных понятиях рыночной экономики «Это мы не проходили», а также передачи «Студия 600» и «Столица»[36].

В 1995 году получил предложение стать ведущим новой информационно-аналитической передачи «Резонанс» на БТ, однако против его кандидатуры выступили в Администрации президента Республики Беларусь.
Являлся первым руководителем и ведущим ток-шоу «Выбор» на телеканале ОНТ (конец 2002 года — март 2003 года), успел подготовить 8 выпусков ток-шоу, был уволен накануне пресловутого апрельского семинара руководящих работников республиканских и местных государственных органов по вопросам совершенствования идеологической работы.
С 2012 года — ведущий программы «Беседа дня» телеканала «Белсат».

## Происшествия
9 марта 2016 года В. В. Мацкевич получил повестку в суд Центрального района города Минска с предписанием явиться в качестве лица, в отношении которого ведётся административный процесс за участие в состоявшемся 15 февраля того же года в центре Минска несанкционированном митинге индивидуальных предпринимателей.
15 марта 2016 года в ходе судебного разбирательства три сотрудника милиции, выступавшие в качестве свидетелей, уверенно опознали в В. В. Мацкевиче человека, который принимал участие в митинге, что также, по их словам, якобы подтверждается материалами производившейся фотосъёмки, на основании которых и был составлен протокол об административном правонарушении. В свою очередь, В. В. Мацкевичем суду были представлены доказательства того, что 15 февраля 2016 года он не только не присутствовал на митинге, но и вообще находился за пределами страны: отметки в паспорте о пересечении границы и авиабилеты, согласно которым он вылетел из Минска в Варшаву 14 февраля и вернулся назад 16 февраля. В результате, суд принял решение вернуть протокол об административном правонарушении в Центральное РУВД г. Минска на доработку.
Сразу после суда В. В. Мацкевич заявил о намерении привлечь милиционеров, давших против него свидетельские показания, к ответственности за лжесвидетельствование, в том числе, чтобы обратить внимание на подобную практику преследования граждан, недовольных действующим в Беларуси политическим режимом.
30 марта 2016 года В. В. Мацкевич подал заявление в прокуратуру с просьбой дать правовую оценку ситуации.

5 апреля 2016 года министр внутренних дел И. А. Шуневич, отвечая на вопросы журналистов, аккредитованных в Палате представителей Национального собрания Республики Беларусь, признал ошибку, допущенную сотрудниками милиции в отношении В. В. Мацкевича: 
«Однозначно могу заявить, что сотрудники милиции допустили ошибку в идентификации личности человека. Основанием для ошибки стало его достаточно серьёзное визуальное сходство с участником этого мероприятия. Это я сам лично проверял.
8 апреля 2016 года В. В. Мацкевич обратился к министру внутренних дел с открытым письмом, которое вызвало широкий общественный резонанс. В нём философ осудил практику лжесвидетельствования милиционеров в суде и призвал к её искоренению совместными усилиями государства и гражданского общества страны. В полученном в мае 2016 года ответе из МВД ещё раз признавалась ошибка, допущенная со стороны милиции по отношению к В. В. Мацкевичу, однако отрицалось наличие практики фальшивых свидетельств сотрудников органов внутренних дел в суде.

## Публицистическая деятельность. Библиография
Был инициатором и участником «Менскага філязофскага кола» — творческого объединения минских гуманитариев, действовавшего во второй половине 1990-х — начале 2000-х годов, ставившего перед собой задачу подготовки и издания корпуса гуманитарно-философских словарей, хрестоматий и учебных пособий.
Участвовал в работе над составлением изданий: «Новейший философский словарь» (Минск, 1999. — ISBN 985-6235-17-0) и «Всемирная энциклопедия: Философия» (Минск, 2001. — ISBN 5-17-007278-3). Является автором статей: «Антропотехника», «Деятельность», «Идеальных типов метод», «Кальвин», «Мыследеятельность», «Мышление», «Образование», «Педагогика», «Подход», «Практика», «Проблематизация», «СМД-методология», «Схема», «Техника», «Функциональная грамотность», «Щедровицкий Г. П.».
Начиная с 2003 года, вёл работу над составлением энциклопедического словаря «СМД-методология Московского методологического кружка. 1954—2004 годы», который однако не был издан. Планировалось, что книга увидит свет в четвёртом квартале 2004 года.
Готовится к изданию авторский цикл лекций «Введение в философию», прочитанный В. В. Мацкевичем в рамках Минского методологического семинара в 2008—2009 году.
Является автором большого числа публицистических статей и около 50 научных работ по вопросам политики, культуры и трансформации образования. Наиболее важные из них:
- Беларусь для пачаткоўцаў: ад разумення да дзеяння: зборнік нарысаў / Ул. Мацкевіч, Т. Вадалажская, А. Ягораў; пераклад на беларускую мову. — Мн., 2012. — (Серыя «Беларусь для пачаткоўцаў»). — ISBN 978-985-562-048-9.
- Десоветизация в контексте трансформации беларусского общества: Сборник статей / Под ред. В. Мацкевича. — Вильнюс, 2012. — УДК 316.42:303.425.2(476)(062)(G).
- Общественный диалог в Беларуси: от народовластия к гражданскому участию / В. Мацкевич. — Мн., 2012. — (Серия «Беларусь для начинающих»). — ISBN 978-985-562-018-2.
- Public dialog in Belarus: from grass-roots democracy to civic participation / Uladzimir Matskevich. — Minsk, 2012. — (Belarus for beginners). — ISBN 978-985-562-019-9.
- Не думайте о рыжем и слепом утконосе: Сборник статей / В. Мацкевич; Редколлегия: Т. Водолажская (гл. редактор) и др. — Мн., 2011. — (Серия «Культурная политика»). — ISBN 978-985-6991-31-1.
- Университет: дискуссия об основаниях: Сборник статей / В. Мацкевич, П. Барковский; Под ред. Т. Водолажской. — Мн., 2011. — (Серия «Universitas Ludens»). — ISBN 978-985-6991-64-9.
- The quality and way of life in Belarus: evolution and possibilities of transformation / Tatiana Vadalazhskaya, Uladzimir Matskevich. — 2011. — (Belarus for beginners).
- Качество и образ жизни в Беларуси: эволюция и возможности трансформации / Т. Водолажская, В. Мацкевич. — Мн., 2010. — (Серия «Беларусь для начинающих»). — УДК 304.3:303.425.2(476)(091)"19/20"(G).
- Переоценка ценностей в культуре и истории Беларуси / В. Мацкевич. — Мн., 2010. — (Серия «Беларусь для начинающих»). — ISBN 978-985-6991-03-8.
- The infancy of a civil nation in Belarus. From allegiance to citizenship / Uladzimir Matskevich, Tatiana Vadalazhskaya, Andrei Yahorau. — Vilnius, 2009. — (Belarus for beginners).
- Становление нации в Беларуси: от подданства к гражданству: заметки к концепции гражданского образования в Беларуси / В. Мацкевич, А. Егоров, Т. Водолажская. — Мн., 2008. — (Серия «Беларусь для начинающих»). — УДК 342.71.01(476)+37.017.4(476)(G).
- Communities building and development / Tatiana Vadalazhskaya, Uladzimir Matskevich. — 2008. — (Belarus for beginners).
- Становление и развитие сообществ / Т. Водолажская, В. Мацкевич. — Мн., 2007. — (Серия «Беларусь для начинающих»). — УДК 316.3(476)(G).
- Функциональная грамотность в системе образования Беларуси / С. А. Крупник, В. В. Мацкевич. — Мн., 2003. — ISBN 985-6643-57-0.
- Вопиющее молчание / В. Мацкевич. — Мн., 2000 (Первое печатное издание: Вызывающее молчание / В. Мацкевич. — М., 2007. — (Серия «Культурная политика»). — ISBN 978-5-903360-10-9).
- Мацкевич В. Москва должна быть разрушена. — 1998.
- Беларусская демократия: вопреки очевидности / В. Мацкевич. — Мн., 1996. — УДК 321.7(476)+342.83(476)+323(476)(G) (Переиздание: Вопреки очевидности: Сборник / В. Мацкевич. — СПб., 2006. — (Серия «Культурная политика»). — ISBN 5-94716-032-3).
- Оргпроект реформы образования Республики Беларусь / В.В. Мацкевич, Б.В. Пальчевский, Л. С. Фридман, С. А. Крупник, Г. Н. Петровский. — Мн., 1996. — УДК 37.014.3(476)(083.9)(G).
- Полемические этюды об образовании (недоступная ссылка) / В. Мацкевич. — Лиепая, 1993 (Переиздание: Об образовании: полемические этюды / В. Мацкевич. — Мн., 2008. — ISBN 978-985-6783-44-2).
- Мацкевич В. Чего не хватает, чтобы ответить на вопрос: «Как нам обустроить Россию?» // Бизнес и политика. — 1995. — № 1(2).
- О реформе образования в Беларуси образца 1994 года (Зелёная тетрадь). — Мн., 1994.